# Spilococcus furcatispinus
Spilococcus furcatispinus är en insektsart som först beskrevs av Borchsenius 1937.  Spilococcus furcatispinus ingår i släktet Spilococcus och familjen ullsköldlöss. Inga underarter finns listade i Catalogue of Life.